# Ancistrus

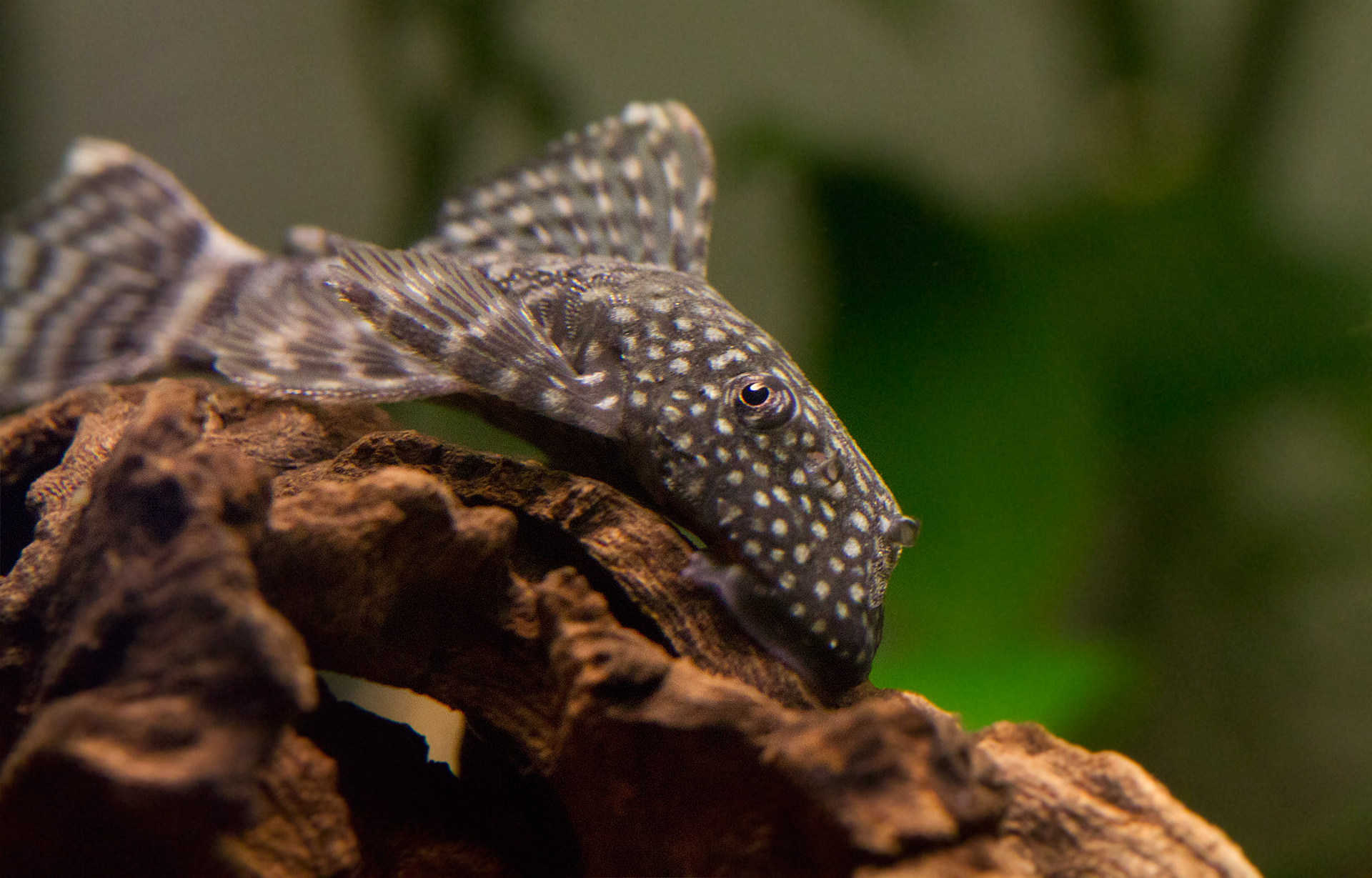
Ancistrus sp.

Ancistrus Kner, 1854 è un genere di pesci ossei di acqua dolce appartenenti alla famiglia Loricariidae e alla sottofamiglia Ancistrinae.

## Distribuzione e habitat
Provengono dai fiumi con fondale ghiaioso del centro-Sud America. Molte specie sono diffuse nell'Iguazú.

## Descrizione
Il corpo è compresso sull'addome, abbastanza allungato, e ha una colorazione scura, con eventuali macchie o striature di colori più chiari; la bocca somiglia a una ventosa ed è rivolta verso il basso. Strisce chiare sono spesso presenti anche sulle pinne. La specie di dimensioni maggiori è Ancistrus chagresi, che raggiunge i 19,5 cm.
I maschi di diverse specie, tra cui Ancistrus temminckii e Ancistrus triradiatus, presentano delle lunghe setole sulla testa.

## Biologia

### Comportamento
Vive sul fondale e può formare gruppi. Le specie di questo genere possono respirare assorbendo aria attraverso lo stomaco e sopravvivere quindi in acque povere di ossigeno. I maschi possono diventare territoriali.

### Alimentazione
Sono onnivori.

### Riproduzione
Forma coppie fedeli nel tempo e si riproduce in fessure e cavità; è il maschio a sorvegliare le uova (fino a 200 e con un diametro di pochi millimetri). Sempre il maschio sorveglia e cura gli avannotti nei loro primi giorni di vita.

## Tassonomia
In questo genere sono riconosciute 66 specie:
- Ancistrus abilhoai
- Ancistrus agostinhoi
- Ancistrus aguaboensis
- Ancistrus bodenhameri
- Ancistrus bolivianus
- Ancistrus brevifilis
- Ancistrus brevipinnis
- Ancistrus bufonius
- Ancistrus caucanus
- Ancistrus centrolepis
- Ancistrus chagresi
- Ancistrus cirrhosus
- Ancistrus claro
- Ancistrus clementinae
- Ancistrus cryptophthalmus
- Ancistrus cuiabae
- Ancistrus damasceni
- Ancistrus dolichopterus
- Ancistrus dubius
- Ancistrus erinaceus
- Ancistrus eustictus
- Ancistrus formoso
- Ancistrus fulvus
- Ancistrus galani
- Ancistrus gymnorhynchus
- Ancistrus heterorhynchus
- Ancistrus hoplogenys
- Ancistrus jataiensis
- Ancistrus jelskii
- Ancistrus latifrons
- Ancistrus leucostictus
- Ancistrus lineolatus
- Ancistrus lithurgicus
- Ancistrus macrophthalmus
- Ancistrus maculatus
- Ancistrus malacops
- Ancistrus maracasae
- Ancistrus martini
- Ancistrus mattogrossensis
- Ancistrus megalostomus
- Ancistrus minutus
- Ancistrus montanus
- Ancistrus multispinis
- Ancistrus nudiceps
- Ancistrus occidentalis
- Ancistrus occloi
- Ancistrus parecis
- Ancistrus pirareta
- Ancistrus piriformis
- Ancistrus ranunculus
- Ancistrus reisi
- Ancistrus salgadae
- Ancistrus spinosus
- Ancistrus stigmaticus
- Ancistrus tamboensis
- Ancistrus taunayi
- Ancistrus temminckii
- Ancistrus tolima
- Ancistrus tombador
- Ancistrus trinitatis
- Ancistrus triradiatus
- Ancistrus variolus
- Ancistrus verecundus
- Ancistrus vericaucanus

## Acquariofilia

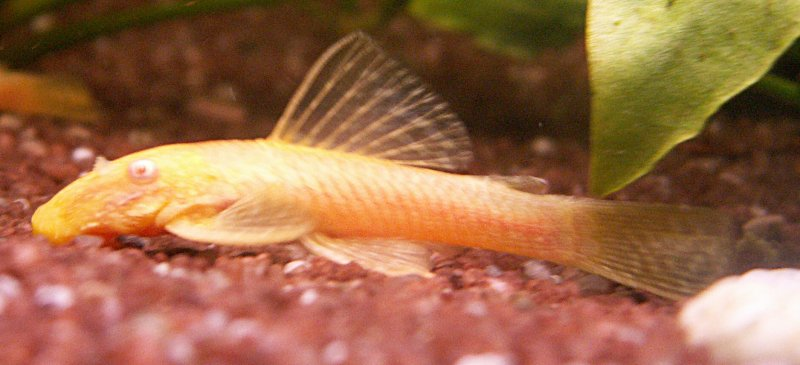
Esemplare albino

Sono pesci comuni negli acquari, dove si possono anche riprodurre. Ne sono state selezionate diverse varietà, anche albine.